# 전라남도 관찰사
전라남도 관찰사(全羅南道觀察使)는 대한제국 전라남도의 지방 장관으로 오늘날의 전라남도지사에 해당한다.

## 관찰사
| 대수 | 이름           | 임기                              | 비고 |
| ---- | -------------- | --------------------------------- | ---- |
| 1    | 윤웅렬(尹雄烈) | 1896년 9월 2일 - 1898년 6월 16일  |      |
| 2    | 민영철(閔泳喆) | 1898년 6월 17일 - 1900년 7월 22일 |      |
| 3    | 조종필(趙鐘弼) | 1900년 8월 20일 - 1901년 1월 7일  |      |
| 4    | 윤웅렬(尹雄烈) | 1901년 1월 8일 - 1902년 2월 20일  |      |
| 5    | 이근호(李根澔) | 1902년 2월 28일 - 1903년 9월 23일 |      |
| 6    | 이근교(李根敎) | 1903년 10월 3일 - 1904년 3월 31일 |      |
| 7    | 이성렬(李聖烈) | 1904년 3월 31일 - 1904년 4월 7일  |      |
| 8    | 민영기(閔泳綺) | 1904년 4월 7일 - 1904년 5월 5일   |      |
| 9    | 성기운(成岐運) | 1904년 5월 5일 - 1904년 5월 27일  |      |
| 10   | 이윤용(李允用) | 1904년 5월 27일 - 1904년 7월 20일 |      |
| 11   | 김세기(金世基) | 1904년 7월 25일 - 1905년 2월 21일 |      |
| 12   | 주석면(朱錫冕) | 1905년 4월 3일 - 1906년 2월 28일  |      |
| 13   | 이도재(李道宰) | 1906년 3월 1일 - 1906년 8월 8일   |      |
| 14   | 심상익(沈相翊) | 1906년 9월 23일 - 1907년 5월 17일 |      |
| 15   | 박중양(朴重陽) | 1907년 5월 20일 - 1907년 6월 1일  |      |
| 16   | 권익상(權益相) | 1907년 6월 3일 - 1907년 7월 13일  |      |
| 17   | 김규창(金奎昌) | 1907년 7월 18일 - 1908년 6월 11일 |      |
| 18   | 신응희(申應熙) | 1908년 6월 11일 -                 |      |

## 같이 보기
- 전라남도지사 (일제 강점기)
- 전라남도지사